# 20ª Avenida (línea West End)
La 20ª Avenida es una estación en la línea West End del Metro de Nueva York de la división A del Interborough Rapid Transit Company. La estación se encuentra localizada en Bensonhurst en Brooklyn entre la 20.ª Avenida y la Calle 86. La estación es servida en varios horarios por los trenes del Servicio  y . 

## Enlaces externos

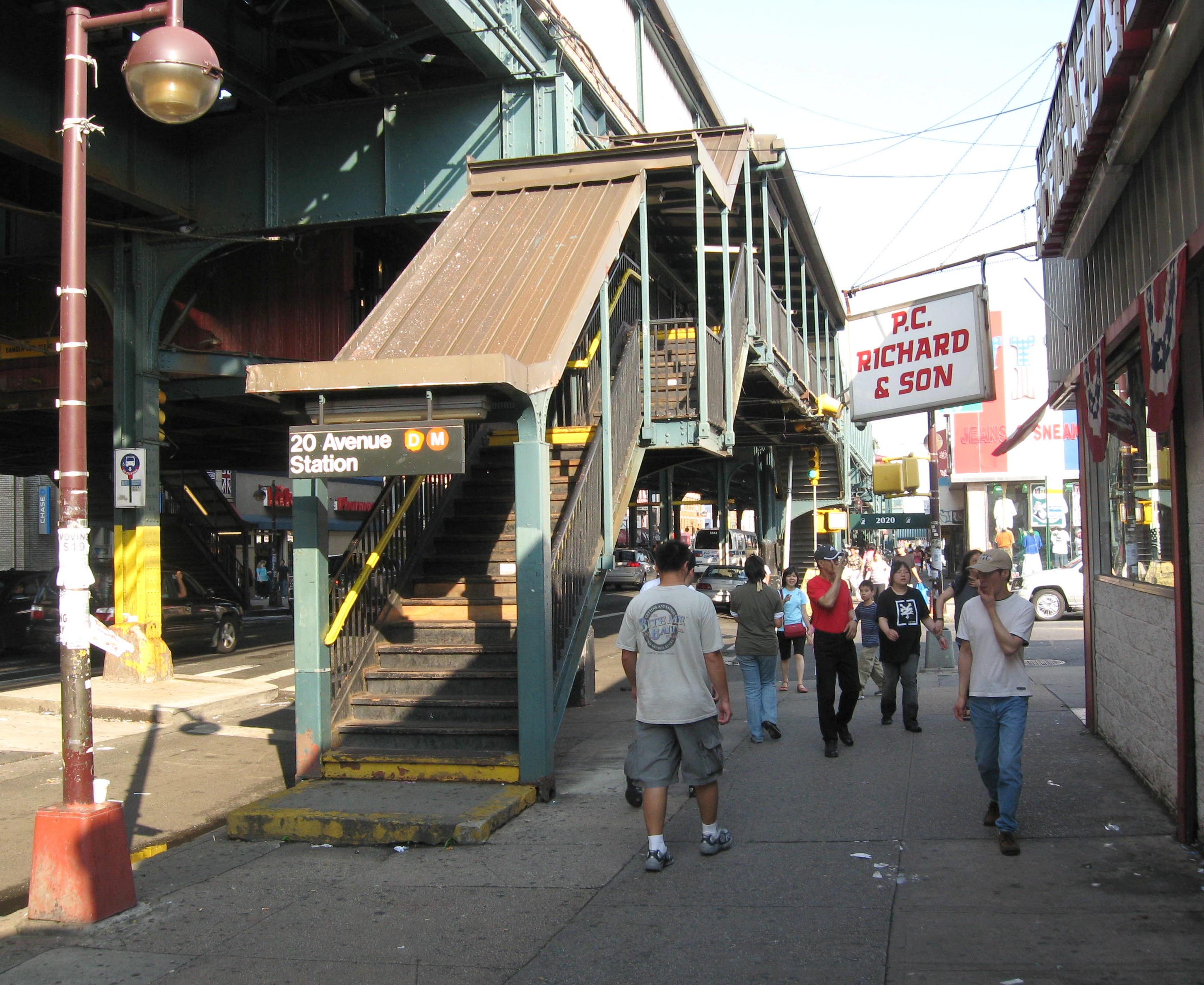
Escaleras